# Ноктундо

Нокутндо. Карти 1750 року, 19 і 21 століття.

Ноктундо (кор. 鹿屯島, 녹둔도, «острів Ноктун», «Оленячий острів») — колишній острів в руслі річки Туманної (корейською «Туманган») на кордоні Кореї і Примор'я. Площа 32 км².
Ноктундо належав корейській династії Чосон з 15 століття. У 1587 році на його території відбулася битва між загонами чжурженьських кочовиків і місцевим гарнізоном під командуванням Лі Сунсіна, національного героя Кореї.
Через обміління північного рукава Туманної, русло річки час від часу змінювалося, у результаті чого час від часу Ноктундо сполучився суходолом із Примор'ям. Попри це територія острова продовжувала перебувати під корейською юрисдикцією.
У 1860 році, без згоди корейської сторони, Ноктундо відійшов до Російської імперії згідно з Пекінським договором між Цінським Китаєм і Росією. Протягом 20 століття територія острова перебувала у складі Хасанського району Приморського краю, Росія.
У 1990 році СРСР і КНДР підписали договір про встановлення лінії державного кордону по фарватеру Туманної, завдяки чому територія колишнього острова була визнана російською. Цю угоду не визнала південнокорейська Республіка Корея, яка продовжує вважати територію Ноктундо своєю.